# Metryka Lévy’ego-Prochorowa
Metryka Lévy’ego-Prochorowa – metryka określona na rodzinie miar probabilistycznych w przestrzeni metrycznej. Została wprowadzona w 1956 r. przez sowieckiego matematyka Jurija Prochorowa jako uogólnienie metryki Lévy’ego.

## Definicja
Niech {\displaystyle (M,d)} będzie przestrzenią metryczną z σ-ciałem zbiorów borelowskich {\displaystyle {\mathfrak {B}}(M).} Ponadto niech {\displaystyle {\mathcal {P}}(M)} będzie rodziną wszystkich miar probabilistycznych określonych na przestrzeni mierzalnej {\displaystyle (M,{\mathcal {B}}(M)).}
Dla podzbioru {\displaystyle A\subseteq M} zdefiniujmy epsilonowe otoczenie zbioru {\displaystyle A}
{\displaystyle A^{\varepsilon }:=\{p\in M:\exists q\in A,\ d(p,q)<\varepsilon \}=\bigcup _{p\in A}B_{\varepsilon }(p),}
gdzie {\displaystyle B_{\varepsilon }(p)} jest kulą otwartą wokół {\displaystyle p} o promieniu {\displaystyle \varepsilon .}
Metryka Lévy’ego-Prochorowa {\displaystyle \pi :{\mathcal {P}}(M)^{2}\to [0,+\infty )} to odległość pomiędzy dwoma miarami probabilistycznymi {\displaystyle \mu } i {\displaystyle \nu } na {\displaystyle M,} zdefiniowana jako
{\displaystyle \pi (\mu ,\nu ):=\inf \left\{\varepsilon >0:\forall A\in {\mathcal {B}}(M),\ \mu (A)\leqslant \nu (A^{\varepsilon })+\varepsilon \ {\text{oraz}}\ \nu (A)\leqslant \mu (A^{\varepsilon })+\varepsilon \right\}.}
Jasne jest, że dla miar probabilistycznych zachodzi {\displaystyle \pi (\mu ,\nu )\leqslant 1.}
Niektórzy autorzy opuszczają jedną z dwóch nierówności lub wybierają jedynie otwarty lub domknięty zbiór {\displaystyle A.} Jedna z nierówności implikuje drugą, a {\displaystyle ({\bar {A}})^{\varepsilon }=A^{\varepsilon },} ale ograniczenie się jedynie do zbiorów otwartych może zmienić zdefiniowaną metrykę, jeśli {\displaystyle M} nie jest przestrzenią polską.

## Własności
- Jeśli {\displaystyle (M,d)} jest przestrzenią ośrodkową, zbieżność miar w metryce Lévy’ego-Prochorowa jest równoważna słabej zbieżności miar. Zatem w tym przypadku {\displaystyle {\mathcal {P}}(M)} z topologią słabej zbieżności jest metryzowalna, a metryką tą jest właśnie {\displaystyle \pi .}
- Przestrzeń metryczna {\displaystyle \left({\mathcal {P}}(M),\pi \right)} jest ośrodkowa wtedy i tylko wtedy, gdy {\displaystyle (M,d)} jest ośrodkowa.
- Jeśli {\displaystyle \left({\mathcal {P}}(M),\pi \right)} jest zupełna to {\displaystyle (M,d)} jest zupełna. Ponadto jeśli wszystkie miary w {\displaystyle {\mathcal {P}}(M)} mają ośrodkowy nośnik, wówczas zachodzi również odwrotna implikacja: jeśli {\displaystyle (M,d)} jest zupełna, to {\displaystyle \left({\mathcal {P}}(M),\pi \right)} jest zupełna. W szczególności jest to sytuacja, gdy {\displaystyle (M,d)} jest ośrodkowa.
- Jeśli {\displaystyle (M,d)} jest ośrodkowa i zupełna, wówczas podzbiór {\displaystyle {\mathcal {K}}\subseteq {\mathcal {P}}(M)} jest warunkowo zwarta wtedy i tylko wtedy, gdy jego domknięcie względem {\displaystyle \pi } jest zwarte względem {\displaystyle \pi .}
- Jeśli {\displaystyle (M,d)} jest ośrodkowa, to {\displaystyle \pi (\mu ,\nu )=\inf\{\alpha (X,Y):P_{X}=\mu ,P_{Y}=\nu \},} gdzie {\displaystyle \alpha (X,Y)=\inf\{\varepsilon >0:\mathbb {P} (d(X,Y)>\varepsilon )\leqslant \varepsilon \}} jest metryką Ky Fana, a {\displaystyle P_{X}} oznacza rozkład zmiennej losowej {\displaystyle X}[1][2].